# Pascal Barré
Pascal Barré, född den 12 april 1959 i Houilles, Frankrike, är en fransk friidrottare inom kortdistanslöpning.
Han tog OS-brons på 4 x 100 meter stafett vid friidrottstävlingarna 1980 i Moskva. 
Pascal Barré är tvillingbror till olympiern Patrick Barré.